# Achterdam
Achterdam es un barrio rojo de la ciudad neerlandesa de Alkmaar, a 30 km al norte de Ámsterdam. Es el único lugar de Alkmaar donde está permitida la prostitución de ventana. Está situado a unos 10 minutos a pie de la estación de tren de la ciudad. Pese a ser considerado "barrio", en sí es una calle larga, de cerca de 150 metros de longitud, con ventanales de negocios de prostitución a ambos lados.

## Ventanas
En el barrio hay unas 69 ventanas con habitaciones, alquiladas individualmente por las prostitutas.
Todas las ventanas son de propiedad privada y la calle se administra bajo la tutela del gobierno municipal y la policía. Hay un servicio de seguridad privada y cámaras de seguridad para garantizar la seguridad.
Para evitar la explotación y la trata de personas se han adoptado una serie de medidas:
- Los propietarios de los escaparates no pueden tener ninguna relación económica con los inquilinos.[2]
- Las prostitutas deben ser mayores de 21 años y tener documentos de identidad,[1][2] estar registradas en el ayuntamiento de Alkmaar (GBA) y en la Cámara de Comercio (KvK), así como seguro médico.[4]
- Las prostitutas deben someterse a una entrevista[4] y a un control exhaustivo de sus documentos de identidad antes de poder alquilar un escaparate.[2]
- Terceras personas no pueden alquilar ventanas en nombre de las prostitutas.

El alquiler de la habitación incluye limpieza, mantenimiento, toallas, ropa de cama y Wifi. El horario de apertura es de 9 de la mañana a 1 de la madrugada.
Todas las prostitutas son miembros de la Asociación de Achterdam y reciben visitas semanales de trabajadores de apoyo de Aanloophuis De Steiger. Los martes alternos se realizan revisiones médicas.

## Historia y política municipal
La prostitución se practica en Alkmaar desde el siglo XIX. En 1811, el gobierno francés (Alkmaar formaba parte de la Francia napoleónica en esa época) estableció una normativa para las "huizen van ontucht" en Alkmaar. Fue una de las primeras ciudades con normas para la prostitución.
En 1991, el ayuntamiento aprobó un documento político titulado "Prostitutie en overige sexinrichtingen vast" (traducido como "Prostitución y otras instituciones sexuales"). Pretendía ser un modelo de prototipo europeo. La prostitución de ventana de Achterdam que proponía empezó a funcionar en 1973.
Tras la abolición en octubre de 2000 de la ley que prohibía los burdeles, en Alkmaar se han permitido los establecimientos de sexo, como las casas del Achterdam, siempre que tengan licencia del ayuntamiento. En la década de 2000 había entre 120 y 125 ventanas de prostitución funcionando en Achterdam.
A partir de mayo de 2001, las prostitutas necesitaban pasaportes de la Unión Europea completos o permisos de residencia para trabajar en Achterdam. Como consecuencia, todas las mujeres búlgaras y rumanas dejaron de poder trabajar en Achterdam. Esto dejó varias ventanas vacías que fueron ocupadas por otras europeas del este, latinoamericanas y trabajadoras del sexo neerlandesas (de más edad).
Durante la década de 2000 hubo quejas por las supuestas molestias derivadas de la prostitución en Achterdam. Esto llevó a que las ventanas tuvieran que cerrarse a la 1 de la madrugada.
En 2004 y de nuevo en 2015, los operadores de los escaparates celebraron una "jornada de puertas abiertas" durante la cual el público podía visitar los locales y hablar con las prostitutas. En 2007 se revocaron las licencias de burdeles presuntamente implicados en blanqueo de dinero.
Tras los cambios en las normas de concesión de licencias en 2011, el número de ventanas de prostitución se limitó a un máximo de 69. En 2012, la Asociación de Vecinos de Central Alkmaar hizo campaña por el fin de toda la prostitución en ventanas en Achterdam, mientras que los operadores de ventanas propusieron el fin del límite de 69 ventanas.
Ha habido redadas contra la trata en varias ocasiones. La mayor fue en marzo de 2013, cuando más de 500 empleados del Ayuntamiento de Alkmaar, la Fiscalía y la policía participaron en la redada. Se detuvo e interrogó a todas las prostitutas, propietarios de escaparates y cualquier persona que se encontrara en la calle en ese momento.

## Criminalidad
Dos prostitutas fueron asesinadas en Achterdam en 1996. Uno de los asesinos fue identificado por las cámaras de seguridad, pero huyó del país. El segundo asesino nunca fue identificado.
En 2007, 92 de los escaparates estaban regentados por Koos Nool, que también era propietario de algunos de ellos. Otros eran propiedad de Cor van Hout, implicado en el secuestro de Freddy Heineken. Cuando Nool solicitó la renovación de sus licencias, el alcalde de Alkmaar, Piet Bruinooge, se la denegó por consejo de la Oficina BIBOB, por sospechas de blanqueo de dinero y de que los escaparates habían sido adquiridos con dinero procedente del crimen. Nool impugnó la decisión ante el Tribunal de Alkmaar, que decidió que no había "información suficiente sobre el grave riesgo de que el permiso se utilizara indebidamente con fines ilegales". En apelación ante la División de Derecho Administrativo del Consejo de Estado (ABrVS), basándose en información adicional de la Oficina BIBOB, el Tribunal dictaminó que el alcalde había estado justificado al denegar la solicitud de permiso.
Varias mujeres de ascendencia turco-alemana fueron condenadas por trata de seres humanos en 2008 (el llamado Caso SNEEP). Habían estado obligando a mujeres, en su mayoría de Europa del Este, a trabajar como prostitutas. Las víctimas eran atraídas a los Países Bajos y obligadas a trabajar en los escaparates. Algunas mujeres fueron obligadas a someterse a operaciones de aumento de pecho y a tatuarse las iniciales de los traficantes en el cuello.
Un marroquí fue encarcelado durante un año por traficar con una niña en noviembre de 2010.
En marzo de 2013, dos hombres, uno húngaro y otro rumano, fueron detenidos por trata de personas durante una redada en Achterdam. En noviembre de ese mismo año, otro hombre fue detenido, también por trata.